# Грива (Хвастовичский район)
Грива — ныне не существующая деревня в Хвастовичском районе Калужской области Российской Федерации. Территория входит в сельское поселение «Село Милеево».

## Физико-географическое положение
Расположена на Смоленско-Московской возвышенности. Рядом протекает река Дубна и находится Мальцевский лес. Ближайшие селения — село Милеево и деревня Мокрые дворы.

## История и современность
Деревня упоминалась в источниках с XV века. К 1941 году в деревне было 22 двора.
В июле 1943 года близ деревни в районе Лукашова хутора шли ожесточённые бои Великой Отечественной войны с использованием артиллерийских орудий. От тех событий сохранились бруствер, остатки фортификационных сооружений, окопы, братская могила воинов.
В августе 1983 года, когда отмечалось 40-летие освобождения Хвастовичского района от немецко-фашистских захватчиков, в деревне Грива было 30 дворов; участники памятных торжеств описывали её как небольшую, но уютную, утопавшую в зелени.
Летом 2011 года побывавшие на месте боёв поисковики обнаружили, что деревня Грива более не существует. На месте бывшей деревни были обнаружены полусгнившие дома и амбары, остатки истлевших деревянных оград, полуразрушенные фундаменты строений. Не было ни одного пригодного к жилью дома. Бывшая деревня заросла высокой травой, деревьями, кустарниками. На месте Лукашова хутора — непроходимый лес.
К деревне сохранилась грунтовая дорога, ведущая от районного центра, села Хвастовичи.